# شاي إرل غري
|                   |  |              |
| أوراق شاي إرل غري |  | كوب من الشاي |

شاي إرل غري (بالإنجليزية: Earl Grey tea)‏ (يلفظ:إرل غري تي) هو مزيج شاي بنكهة مع إضافة زيت البرغموت (نوع من الليمون) . تقليديا، «إرل غري» كان يُصنع من الشاي الأسود، ولكن بدأت شركات الشاي بتقديم إرل غري في أصناف أخرى أيضا، مثل الشاي الأخضر أو الشاي الصيني الأسود.

## وصلات خارجية
- Tending Toward Tea – an Earl Grey tea review site